# Montalembert
Montalembert ist eine ehemalige französische Gemeinde mit 298 Einwohnern (Stand: 1. Januar 2022) im Département Deux-Sèvres in der Region Nouvelle-Aquitaine (vor 2016 Poitou-Charentes). Sie gehörte zum Arrondissement Niort. Die Bewohner werden Montalembertiens und Montalembertiennes oder Montalemberois und Montalemberoises genannt.
Der Erlass der Präfektin vom 16. Oktober 2024 legte mit Wirkung zum 1. Januar 2025 die Eingliederung von Montalembert als Commune déléguée zusammen mit den früheren Gemeinden Sauzé-Vaussais, Caunay, Pers und Pliboux zur Commune nouvelle Sauzé-entre-Bois fest.

## Geografie

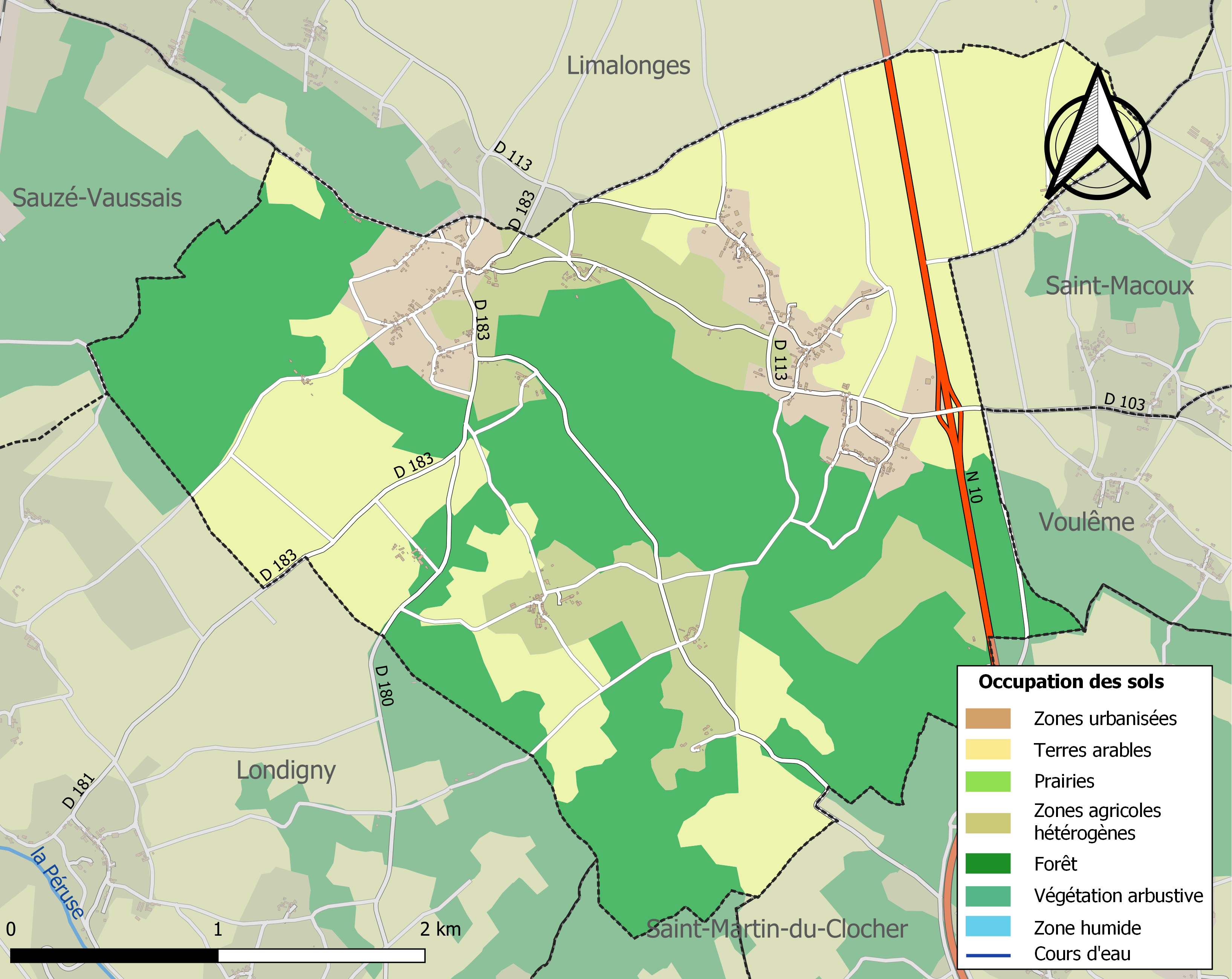
Bodennutzung und Infrastruktur von Montalembert (2018)

Montalembert liegt etwa 53 Kilometer südöstlich von Niort, etwa 54 Kilometer südsüdwestlich von Poitiers und etwa 51 Kilometer nördlich von Angoulême an der Grenze zu den benachbarten Départements Vienne im Osten und Charente im Süden. Der Ort befindet sich in der historischen Provinz des Poitou. Sein Gebiet weist keine nennenswerten Fließgewässer auf. Das Zentrum befindet sich leicht erhöht auf etwa 169 m. Das Relief des Ortsgebiets ist nach Nordosten hin relativ flach. Dort wird mit 118 m auch die niedrigste Höhe von Montalembert gemessen. Im Zentrum erhebt sich eine flache Hügelkette von Nordwest nach Südost mit Höhen über 180 m.
49 % der Fläche von Montalembert werden landwirtschaftlich, hauptsächlich als Kulturboden genutzt, etwa 43 % sind bewaldet, etwa 8 % entfallen auf bebaute Flächen (Stand: 2018).
Umgeben wird Montalembert von den Nachbargemeinden Limalonges im Norden, Val-de-Comporté (Département Vienne) im Nordosten und Osten, Voulême (Département Vienne) im Osten, Les Adjots (Département Charente) im Südosten, Saint-Martin-du-Clocher (Département Charente) im Süden und Londigny (Département Charente) im Südwesten und Westen sowie von der Commune déléguée Sauzé-Vaussais im Westen und Nordwesten.

## Bevölkerungsentwicklung

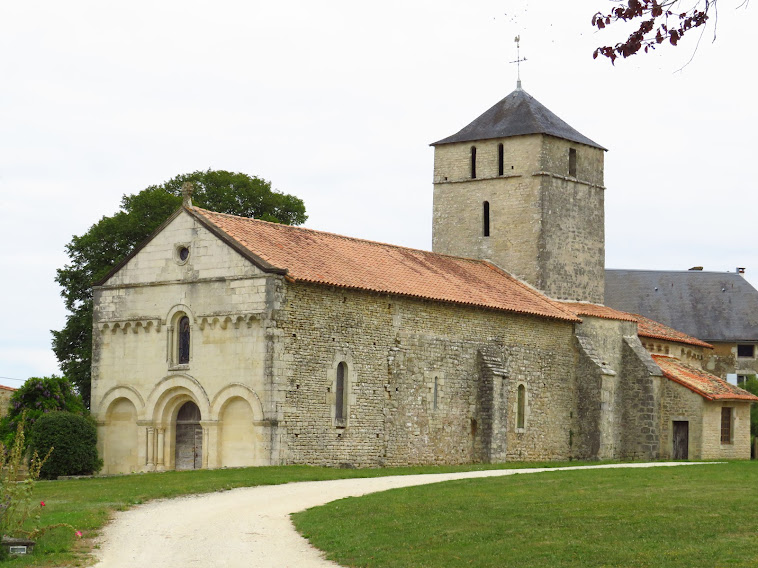
Kirche Saint-Sylvestre

| Jahr                       | 1962 | 1968 | 1975 | 1982 | 1990 | 1999 | 2006 | 2013 | 2020 |
| -------------------------- | ---- | ---- | ---- | ---- | ---- | ---- | ---- | ---- | ---- |
| Einwohner                  | 400  | 343  | 323  | 323  | 300  | 279  | 269  | 263  | 311  |
| Quellen: Cassini und INSEE |      |      |      |      |      |      |      |      |      |

## Sehenswürdigkeiten
- Kirche Saint-Sylvestre
- Früheres Grammontenserpriorat
- Schloss Montalembert